# Lo mejor de Jethro Tull (EP)
Lo Mejor de Jethro Tull es un EP lanzado en 2001 por el grupo de rock progresivo Jethro Tull.

## Lista de temas
| #  | Título                     | Autor                                  | Interpretaciones |
| -- | -------------------------- | -------------------------------------- | ---------------- |
| 1. | "Aqualung"                 | (Ian Anderson / Jeannie Anderson)      |                  |
| 2. | "Thick as a Brick" (edit.) | (Ian Anderson)                         |                  |
| 3. | "Locomotive Breath"        | (Ian Anderson)                         |                  |
| 4. | "Bourée"                   | (Johann Sebastian Bach / Ian Anderson) |                  |